# Andrea Doria (nave da battaglia 1885)
L'Andrea Doria fu una nave da battaglia pre-dreadnought della Regia Marina della classe Ruggiero di Lauria, entrata in servizio nel 1891 e andata in disarmo nel 1911.

## Storia
La sua costruzione avvenne presso l'Arsenale della Spezia, dove lo scafo venne impostato sugli scali il 7 gennaio 1882. La nave venne varata il 21 novembre 1885 con il nome Andrea Doria in onore dell'omonimo ammiraglio e uomo di stato genovese; completata il 16 maggio 1891 prese il mare sotto il comando del contrammiraglio De Liguori.
A causa del progetto poco innovativo della sua classe, l'Andrea Doria nacque già obsoleta, inferiore come capacità alle unità coeve. Nel 1895 fece parte insieme all'unità gemella Ruggiero di Lauria, della formazione navale italiana inviata a presenziare alle cerimonie per l'apertura del canale di Kiel.
Nell’ottobre del 1896 venne inviata nel Levante ove rimase sino al 20 giugno del 1897.
Nel 1907 venne stanziata a Venezia ed utilizzata come sede dipartimentale e nave scuola per fuochisti artificieri. Trasferita a Taranto nell’aprile del 1911 l'Andrea Doria venne posta in disarmo in data 1 maggio 1911 e quindi radiata con regio decreto del 25 maggio 1911. Successivamente alla radiazione il suo scafo venne impiegato come nave caserma fino al febbraio 1915 quando venne trasformata in batteria galleggiante ed iscritta nuovamente nel quadro del naviglio militare come nave ausiliaria di prima classe e trasferita a Brindisi in data 7 aprile 1915 e adibita a difesa costiera venne classificata, con foglio d’Ordini n. 255 del 12 settembre 1915 come “pontone Andrea Doria” e successivamente denominata pontone GR 104 all'entrata in servizio della nuova corazzata battezzata con lo stesso nome,
Dopo avere svolto nel corso della prima guerra mondiale il servizio di difesa fissa della piazza militare sino al 1918, nel 1919 venne definitivamente radiata e 	demolita nel 1929.

## Nome
il nome Andrea Doria è abbastanza ricorrente nella storia navale italiana.
La successiva Andrea Doria costruita anche questa, all'Arsenale di La Spezia, ereditò oltre al nome bandiera di combattimento e il cofano che vennero consegnati il 14 agosto 1915 mentre la nave era in allestimento, entrando in servizio il 30 marzo 1916 e prendendo parte sia al primo che al secondo conflitto mondiale dopo essere stata ricostruita tra il 1937 e il 1940; nel dopoguerra fu una delle due navi da battaglia, con la gemella Duilio, concesse all'Italia dalle condizioni del trattato di pace, svolgendo, nella nuova Marina Militare Italiana, principalmente compiti di addestramento e di rappresentanza e ospitando a bordo il Comando in capo delle forze navali, alternandosi nel compito di ammiraglia della flotta proprio con la gemella Duilio, andando in disarmo il 1º novembre 1956.
Successivamente il nome Andrea Doria è stato dato ad un incrociatore lanciamissili entrato in servizio nel 1964 ed andato in disarmo nel 1992. A questa unità, in un ideale passaggio di consegne, il 10 giugno 1964, venne consegnata la bandiera di combattimento a nome dell'equipaggio del precedente Andrea Doria.
Attualmente un'altra unità con il nome Andrea Doria della classe Orizzonte è in servizio nella Marina Militare italiana. Costruita nel cantiere di Riva Trigoso, lo stesso dove era stato costruito l'incrociatore degli anni sessanta, è stata varata il 15 ottobre 2005 e dopo essere stata trasferita nel gennaio 2006 negli stabilimenti Fincantieri di Muggiano per l'allestimento finale è stata consegnata alla Marina Militare italiana Genova il 22 dicembre 2007 col l'alzata sul pennone dell'unità della bandiera della Marina; dopo aver proseguito i collaudi riguardanti i sistemi di comando, controllo e comunicazione, ed aver conseguito la piena operatività nel giugno 2009 la nave ha ricevuto la bandiera di combattimento nel porto di Genova il 13 ottobre 2010.

## Galleria d'immagini

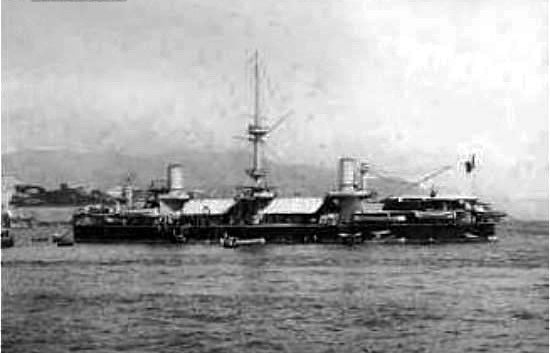
In rada a Genova nel 1905
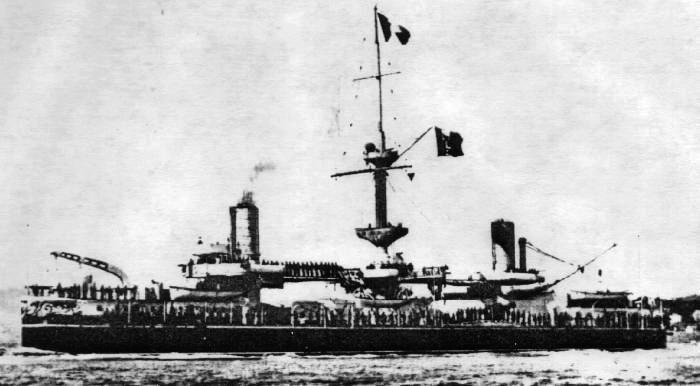
In navigazione